# نیدرلاوخ
نیدرلاوخ (به آلمانی: Niederlauch) یک شهر در آلمان است که در بیتبورگ-پروم واقع شده‌است.